# Dílo koncilové obnovy

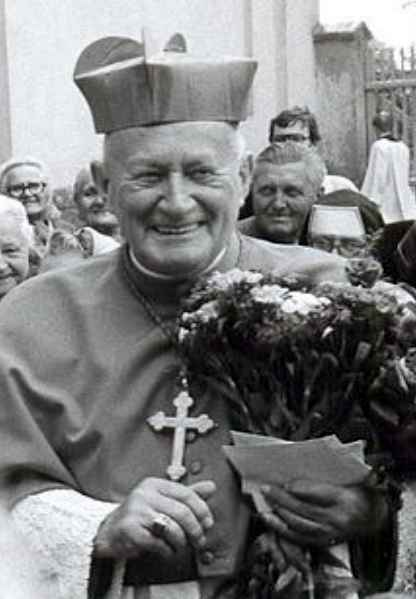
Kardinál František Tomášek před katedrálou na dómském pahorku v Litoměřicích

Dílo koncilové obnovy, zkratka DKO, bylo spontánní hnutí za obnovu katolické církve v Československu v roce 1968.

## Historie
Ke strategii proticírkevního boje komunistického režimu patřila i snaha zabraňovat modernizaci církve, kterou v šedesátých letech 20. století vyhlásil Druhý vatikánský koncil (1962–1966). Na jaře roku 1968 po dlouhých jednáních z iniciativy Jiřího Němce a P. Vladimíra Rudolfa vzniklo hnutí, které svým názvem odkazovalo na Dobré dílo Josefa Floriana. Pražský arcibiskup František Tomášek s podporou nejprve váhal, potom však záměr podpořil a 12. května 1968 vyšel v Katolických novinách program DKO. Novinkou bylo to, že DKO chtělo sdružovat biskupy, kněze i laiky ke společné práci na obnově církve v duchu koncilu. Hnutí podporovaly desítky a stovky kněží i věřících, zejména ti, kdo strávili léta života ve vězení. Ve dnech 13. a 14. května 1968 se na Velehradě konal ustavující sněm DKO, kterého se zúčastnilo několik tisíc lidí a vystoupili na něm téměř všichni čeští biskupové; arcibiskup Tomášek (tehdy pražský světící biskup) byl zvolen předsedou. Projev Antonína Mandla, někdejšího tajemníka arcibiskupa Josefa kardinála Berana, byl jedním z vrcholů sněmu.
ÚV KSČ však založení DKO nakonec nepovolil a po okupaci Československa v srpnu 1968 už nebyla další činnost možná, takže je jeho představitelé sami rozpustili, aby nemohlo být zneužito. Rozkazem Ministra vnitra ČSSR č. 44/1970 (podepsal náměstek Miloslav Košnar) byly 30. září 1970 vydány nové „Směrnice o evidování a rozpracovávání nepřátelských osob“, mezi něž patřili také „reakční představitelé a ideologové církevní hierarchie, Díla koncilové obnovy, tajných řádů, sekt a laického hnutí“.